# 加藤昭
加藤 昭（かとう あきら、1931年6月19日 - ）は、日本の地球科学者。専門は鉱物学（記載鉱物学）。理学博士（東京大学）。東京府生まれ。

## 経歴
1954年、東京大学理学部地学科卒業。1959年、東京大学大学院数物系博士課程修了、理学博士。同年、東京大学理学部地質学教室助手。1964年、国立科学博物館地学課勤務。東京大学理学部講師。1971年、国立科学博物館地学研究部地学第二研究室長。1975年 - 1982年、国際鉱物学連合の新鉱物・鉱物名委員会 (IMA-CNMMN) 委員長。1995年、国立科学博物館地学研究部長。1996年:、国立科学博物館定年退職、名誉研究員。
1985年、イタリアで発見された新鉱物が加藤柘榴石（katoite）と命名された。

## 受賞歴
- 1960年 : 日本鉱物学会論文賞
- 1973年 : 日本鉱物学会櫻井賞
- 2006年 : 日本岩石鉱物鉱床学会渡邉萬次郎賞[5]

## 著書
- 桜井欽一、加藤昭『鉱物採集の旅 1 関東地方とその周辺』築地書館、1972年。
- 加藤昭『桜井鉱物標本』桜井欽一博士還暦記念事業会、1973年。
- 加藤昭ほか『鉱物採集の旅 5 東海地方をたずねて』築地書館、1979年。
- 加藤昭、松原聡『鉱物採集の旅 1 東京周辺をたずねて』（新版）築地書館、1982年。
- 加藤昭ほか『鉱物採集の旅 5 東海地方をたずねて』（増補版）築地書館、1983年。
- 松原聰編著、加藤昭・千葉とき子・松原聰・宮脇律郎『鉱物観察ガイド』東海大学出版会〈国立科学博物館叢書〉、2008年。ISBN 978-4-486-01788-2。
- 加藤昭『鉱物各説』益富地学会館、2018年。